# Шмайсер, Рихарда
Рихарда Шмайсер (впоследствии Рихарда Хартманн, родилась 20 августа 1954 года) — бывшая немецкая гимнастка.

## Спортивные достижения
Занимала призовые места на юношеской спартакиаде ГДР 1968 года, чемпионате ГДР по спортивной гимнастике 1976 года.
Рихарда Шмайсер принимала участие в соревнованиях по спортивной гимнастике налетних Олимпийских играх 1972 года в Мюнхене, где завоевала серебряную медаль с командой ГДР. Её лучшим личным результатом было восьмое место в упражнениях на брусьях. В личном многоборье она была двенадцатой.
На чемпионатах мира в 1970 и 1974 году она завоевала три серебряные медали в командных соревнованиях.
В 1975 году на чемпионате Европы в Шиене (Норвегия) также завоевала серебро в опорном прыжке.

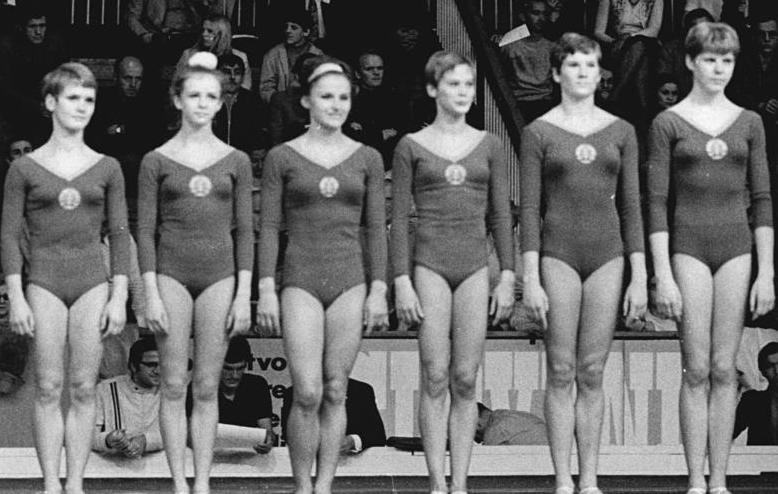
Команда гимнасток ГДР на чемпионате мира по спортивной гимнастике в Любляне, слева направо: Карин Янц, Рихарда Шмайсер, Эрика Цухольд, Ангелика Хельман, Марианна Ноак и Кристина Шмитт

После окончания спортивной карьеры Шмайсер работала тренером и хореографом в спортивном клубе SC Chemie Halle, потом работала страховым агентом.

## Награды
В 1972 году Шмайсер была награждена Орденом ГДР «За заслуги перед Отечеством» 3-й степени (бронза).